# San Luis (rzeka)
San Luis (hiszp. Río San Luis) – rzeka w Urugwaju w Ameryce Południowej.
Rzeka znajduje się w całości w departamencie Rocha, gdzie płynie z zachodu na wschód. Przecina cały departament, przepływając przez miejscowość San Luis al Medio. Uchodzi do urugwajsko-brazylijskiego laguny Mirim.